# 娘祠古渡口
娘祠古渡口，位于中国广东省潮州市潮安区铁铺镇石坵头村，为潮州市潮安区文物保护单位，类型为古遗址，公布时间为2006年4月。
娘祠古渡口的历史年代为清、民国。